# Várpalota
Várpalota è una città di 20.835 abitanti situata nella contea di Veszprém, nell'Ungheria nord-occidentale.
La città è conosciuta in Ungheria per la lavorazione del carbone e della metallurgia, alluminio in particolare. Si trova infatti in una zona di miniere che erano abbondantemente utilizzate fino al secondo dopoguerra ed oltre. A Várpalota hanno sede anche industrie chimiche.

## Amministrazione

### Gemellaggi
- Petroșani
- Fermo
- Kremnica
- Wolfsberg
- Gradec